# 유성철
유성철(兪成哲, 1917년 10월 ~ 1995년)은 소련의 고려인 출신으로 88국제여단에서 김일성 대대의 통역관으로 일하다 해방 후 북한으로 와서 인민군 작전국장 등을 지냈다. 소련파 숙청 때 쫓겨나 소련으로 돌아 갔다.

## 생애
유성철(兪成哲, 1917-1995)은 소련의 프리모르스키 지방 포시예트 구역에서 1917년 10월 태어났다. 1943년부터 88국제여단에서 김일성 대대의 통역관으로 일했다. 해방 후 1945년 9월 19일 김일성과 함께 소련군함 푸가초프호를 타고 원산항으로 입북하여 인민군 작전국장 등을 지냈다. 소련파 숙청 당시 1958년 사상검토 때 모든 직책에서 쫓겨나 1959년 소련으로 돌아 갔다.
한소 수교 직후인 1990년 10월 방한하여 6.25 남침 등에 대한 여러 가지 중요한 증언들을 남겼다.
방한 후 귀국한 유성철은 1991년 6월 재소(在蘇) 교민신문 고려일보에 연재한 회고록 「피바다의 비화」에서 보천보 습격사건의 주역이었던 김일성(金日成)은 당시 전사하고, 그 이후 별다른 항일 공적이 없던 북한 김성주가 김일성 이름을 쓰며 자신이 한 일로 만들어 공을 가로채려 했다고 하였다.

## 가족관계
- 형 : 유성훈(兪成勳) - 전 김일성대 총장[8]
- 배우자 : 김용옥(金龍玉)[9]

## 참고자료
- 째르치즈스키, 표도르(이휘성) (2023). 〈‘김일성 대위의 전우’ 유성철〉. 《북한과 소련: 잊혀진 인물과 에피소드》. 파주: 한울아카데미. 225~236쪽. ISBN 9788946074668.